# Saint Louis (1626)
Saint Louis, eller Grand Saint Louis (sv. Stora Saint Louis), var en galeon i franska flottan. Bestyckningen utgjordes av 52 kanoner av olika kalibrar på två batteridäck. Saint Louis byggdes i Amsterdam och sjösattes 1626. I oktober året efter togs hon i tjänst av flottan. Skeppet hette ursprungligen Royal men döptes 1634 om till Amiral och 1646 till det mer välkända Grand Saint Louis. Fartyget förblev i tjänst fram till 1649 då hon utrangerades och såldes. Hon höggs upp 1650. 
Fartyget fick sitt namn efter den franske helgonkungen Ludvig IX (Ludvig den helige). 